# Lefors (Texas)
Lefors es un pueblo ubicado en el condado de Gray en el estado estadounidense de Texas. En el Censo de 2010 tenía una población de 497 habitantes y una densidad poblacional de 492,03 personas por km².

## Geografía
Lefors se encuentra ubicado en las coordenadas 35°26′23″N 100°48′14″O / 35.43972, -100.80389. Según la Oficina del Censo de los Estados Unidos, Lefors tiene una superficie total de 1.01 km², de la cual 1.01 km² corresponden a tierra firme y (0%) 0 km² es agua.

## Demografía
Según el censo de 2010, había 497 personas residiendo en Lefors. La densidad de población era de 492,03 hab./km². De los 497 habitantes, Lefors estaba compuesto por el 95.17% blancos, el 0.4% eran afroamericanos, el 1.01% eran amerindios, el 0% eran asiáticos, el 0% eran isleños del Pacífico, el 1.61% eran de otras razas y el 1.81% pertenecían a dos o más razas. Del total de la población el 4.02% eran hispanos o latinos de cualquier raza.